# 2,4-Dinitrofenol
El 2,4-dinitrofenol (DNP), C₆H₄N₂O₅, és una agent desacoblant, ja que desacobla la cadena de transport d'electrons de la fosforilació oxidativa mitjançant el transport de protons a través de la membrana mitocondrial, donant lloc a un ràpid consum d'energia sense generació de ATP és un inhibidor eficient de l'energia (ATP) en les cèl·lules amb mitocondris.

## Propietats químiques
2,4-dinitrofenol és un sòlid cristal·lí de color groc que té una olor dolça, a humitat. És soluble en acetat d'etil, acetona, cloroform, piridina, el tetraclorur de carboni, toluè,  alcohol, benzè, i solucions alcalines aquoses les seves sals de sodi cristal·lines són també solubles en aigua. Forma sals explosives amb àlcalis i amoníac, i emet fums tòxics d'òxids de nitrogen quan s'escalfa fins a la descomposició És incompatible amb metalls pesants i els seus compostos.

## Utilitats
El DNP comercial és útil sobretot per a la investigació científica i en la indústria manufacturadora. S'ha utilitzat de vegades per a tintes i conservants de la fusta. També s'ha usat per fer revelador fotogràfic, explosius, i plaguicides. DNP va ser utilitzat àmpliament en medicaments contra l'obesitat

## Acció farmacològica
En les cèl·lules vives, el DNP actua com un ionòfor, un agent que pot llançar protons (cations d'hidrogen) a través de membranes biològiques. Això anul·la el gradient de protons a través dels mitocondris i membranes del cloroplast provocant el col·lapse del gradient electroquímic que la cèl·lula utilitza per produir la major part del seu ATP. En lloc de produir ATP, l'energia del gradient de protons es perd com a calor.

## Toxicitat mediambiental
DNP és considerat un contaminant ambiental important per algunes Agències de Protecció Ambiental. El lloc principal de la degradació és el terra, on els microorganismes ho poden metabolitzar.
No obstant això, els efectes de la DNP en microorganismes anaeròbics són encara en gran part indeterminats. Alguns estudis suggereixen que no hi ha toxicitat anaeròbia causa de la producció de metà.